# بناتکی ناد ییزروو
بناتکی ناد ییزروو (به چکی: Benátky nad Jizerou) یک منطقهٔ مسکونی و شهرستان دارای شهرک سابقاً روستا در جمهوری چک است که در ناحیه ملادا بولسلاو واقع شده‌است. بناتکی ناد ییزروو ۷٬۰۴۲ نفر جمعیت دارد.